# Upplands runinskrifter 2
Upplands runinskrifter 2 är en nu försvunnen vikingatida runsten av sandsten i Adelsö kyrka, Adelsö socken och Ekerö kommun. 
Stenen låg i kyrkans vapenhus, och förstördes enligt Johan Peringskiöld när detta brann. Texten finns endast bevarad genom en uppteckning av Johannes Bureus och någon avbildning av stenen finns inte.

## Inskriften
Translitterering av runraden:
[yfaigr · auk ...þ(b)orn þair litu · rai(s)a · staina · þisa at · ernbiorn · faþur · sen · kuþ · hielbi sil hans ·]
Normalisering till runsvenska:
Ofæigʀ ok ...biorn þæiʀ letu ræisa stæina þessa at Ærnbiorn, faður senn. Guð hiælpi sial hans.
Översättning till nusvenska:
Ofeg och ...-björn de läto resa dessa stenar efter Ärnbjörn, sin fader. Gud hjälpe hans själ!